# Albert Schmid (Politiker, 1943)
Albert Schmid (* 15. November 1943 in Augsburg-Göggingen; † 12. März 2014) war ein deutscher Politiker (CSU).
Schmid besuchte das Gymnasium und machte eine Ausbildung zum Verlagskaufmann. Er war als freier Sportjournalist tätig. 1986 wurde er Präsident des TSV Schwaben Augsburg. Er war Mitglied der Kolpingfamilie und im Verband der Kriegsopfer und Versehrten. Er war auch Bezirksleiter der Wasserwacht Schwaben und Vorsitzender des Landesausschusses der Wasserwacht.
1963 trat Schmid der CSU bei. Er war Landesgeschäftsführer der Jungen Union Bayern und danach Leiter der Abteilung Organisation und Verwaltung bei der Landesleitung der CSU. Von 1972 bis 1985 war er Mitglied im Augsburger Stadtrat. Von 1978 bis 2003 saß er im Bayerischen Landtag. Er wurde stets im Stimmkreis Augsburg-Stadt-West direkt gewählt.
Schmid war zudem von 1997 bis 1999 Präsident des Bayerischen Roten Kreuzes. Er trat im Zuge eines Schmiergeldskandals beim Blutspendedienst des Bayerischen Roten Kreuzes zurück. Zwei Manager des Bayerischen Roten Kreuzes mussten in Haft.